# Géza Herczegh
Géza Gábor Herczegh (* 17. Oktober 1928 in Veľké Kapušany, ungarisch Nagykapos, Tschechoslowakei; † 11. Januar 2010 in Budapest) war ein ungarischer Jurist im Bereich des Völkerrechts. Er wirkte von 1967 bis 1990 als Professor an der Universität Pécs, von 1990 bis 1993 als Vizepräsident des ungarischen Verfassungsgerichts sowie von 1993 bis 2003 als Richter am Internationalen Gerichtshof.

## Leben
Géza Herczegh wurde 1928 in der damals tschechoslowakischen, heute slowakischen Stadt Nagykapos (ungarisch), Veľké Kapušany (slowakisch) geboren, deren Bevölkerung mehrheitlich Ungarn sind. Er absolvierte nach dem Schulbesuch im ungarischen Gödöllő ein Studium der Rechtswissenschaften an der Universität der Wissenschaften Szeged, das er 1951 abschloss. Anschließend wirkte er bis 1967 als wissenschaftlicher Mitarbeiter im Bereich des Völkerrechts am Institut für Politikwissenschaften in Budapest, während dieser Zeit promovierte er 1965. Von 1967 bis 1990 war er Professor und Direktor der Abteilung für internationales Recht an der Universität Pécs sowie von 1981 bis 1987 auch Dekan von deren juristischer Fakultät. Darüber hinaus hielt er als Gastdozent Vorlesungen und Seminare an verschiedenen ausländischen Universitäten zum humanitären Völkerrecht, insbesondere zu dessen Umsetzung und Verbreitung. Er vertrat außerdem sein Heimatland beziehungsweise das Ungarische Rote Kreuz bei verschiedenen internationalen Konferenzen, so unter anderem von 1974 bis 1977 als Mitglied der ungarischen Delegation bei der Konferenz, die zum Abschluss der ersten zwei Zusatzprotokolle zu den Genfer Konventionen führten.
Von 1990 bis 1993 war er Richter und Vizepräsident des Verfassungsgerichts der Republik Ungarn (Magyar Köztársaság Alkotmánybírósága). Ab Mai 1993 wirkte er in Nachfolge von Manfred Lachs, der im Januar des gleichen Jahres verstorben war, als Richter am Internationalen Gerichtshof in Den Haag. Er wurde damit der erste und bisher einzige ungarische Richter am IGH sowie nach Bohdan Winiarski und Manfred Lachs der erste Repräsentant der Region Mittel- und Osteuropa seit der Gründung des Gerichts im Jahr 1946, der nicht aus Polen stammte. Nachdem er zunächst für die verbleibende Amtsdauer von Lachs bis Anfang Februar 1994 amtierte, wurde er im November 1993 für eine turnusgemäß neunjährige Amtszeit wiedergewählt, die er bis Februar 2003 absolvierte.
Géza Herczegh war ab 1961 verheiratet und Vater von zwei Kindern. Er starb im Januar 2010 in Budapest. Seine Tochter Anita ist mit dem ehemaligen ungarischen Staatspräsidenten János Áder verheiratet.

## Auszeichnungen
Géza Herczegh gehörte seit 1985 als korrespondierendes und seit 1990 als ordentliches Mitglied der Ungarischen Akademie der Wissenschaften an. Die Universitäten in Marburg (1990) und Pécs (2000) verliehen ihm die Ehrendoktorwürde.

## Werke (Auswahl)
- Gutachten des Institutes für Staats- und Rechtswissenschaften der Ungarischen Akademie der Wissenschaften über die völkerrechtliche Lage Ungarns nach dem 19. März 1944. Budapest 1965
- General Principles of Law and the International Legal Order. Budapest 1969
- Development of International Humanitarian Law. Budapest 1984